# Gerhard Schröder
Gerhard Fritz Kurt Schröder (Mossenberg-Wöhren, Rin del Nord-Westfàlia, Alemanya, 7 d'abril de 1944) és un polític alemany del Partit Socialdemòcrata d'Alemanya que va ser cap de govern o canceller d'Alemanya (en alemany Bundeskanzler) entre els anys 1998 i 2005. És un amic íntim de Vladímir Putin.
Llicenciat en dret, va ser president de les joventuts de l'SPD entre els anys 1976 i 1980. El 1990 guanyà les eleccions regionals a la Baixa Saxònia i fou ministre-president del land fins al 1998.
Guanyà les eleccions federals alemanyes de 1998 davant el seu contrincant del CDU Helmut Kohl per majoria simple i fou nomenat canceller gràcies al pacte de govern amb Els Verds. El 2002 va ser capaç de revalidar el seu mandat després de l'empat tècnic del SPD i la CDU a les eleccions federals alemanyes de 2002. Tot i perdre 47 escons en aquelles eleccions, l'augment d'Els Verds li va permetre mantenir la coalició de govern que el va portar a un segon mandat com a canceller d'Alemanya. En aquest segon mandat es va oposar a la Invasió de l'Iraq de 2003 i hagué de fer front a la greu crisi econòmica que va provocar la desfeta del partit socialdemòcrata alemany a diverses eleccions locals i regionals. El 2005 Schröder va convocar anticipadament les eleccions federals alemanyes de 2005 que va perdre enfront d'Angela Merkel.

## Relació amb Putin
Unes setmanes després de jubilar-se com a canceller, va rebre encàrrecs honorífics molt lucratives en empreses d'estat russes com ara «senyor del gasoducte» Nord Stream AG, la banca Rosneft i Gazprom, recomanat per Vladímir Putin, que considera com un amic personal. La seva posició russòfila i el fet que va refusar distanciar-se'n encara l'abril 2022, en plena guerra d'Ucraïna, li va fer perdre molta simpatia. Unes seccions de l'SPD van demanar la seva exclusió del partit. La seva lleialtat incondicional devers son amic Putin va suscitar sospites que seria sotmès a kompromat, recullit pels serveis secrets russos. L'abril 2022 el parlament europeu el va amenaçar de sancions econòmiques i el parlament alemany li va treure uns privilegis al qual tenia dret com a excanceller. El canceller i president del partit aleshores, Olaf Scholz, va prendre una posició ambivalent. Accepta que perdi privilegis, però Scholz troba que sancions econòmiques serien exagerades com que seria massa humiliar Schröder. Per la seva participació en l'empresa de gas rus, va rebre el malnom «GasGerd», un joc de paraules amb el mot alemany per a forn de gas (Gasherd).